# Draft 2017 de la NBA
2016 2018
La draft 2017 de la NBA est la 71e draft annuelle de la National Basketball Association (NBA), se déroulant en amont de la saison 2017-2018. Elle a eu lieu le jeudi 22 juin 2017 au Barclays Center de Brooklyn et fut retransmise sur la chaîne de ESPN aux États-Unis et sur BeIN Sports en France.
La draft de la NBA est un événement annuel où les joueurs des universités ayant au moins 19 ans le jour de la draft et ayant quitté le lycée depuis au minimum 1 an sont choisis pour jouer dans une équipe professionnelle de la National Basketball Association (NBA). Les joueurs étrangers de plus de 19 ans sont eux aussi éligibles.
La loterie pour désigner la franchise qui choisit en première un joueur, consiste en une loterie pondérée : parmi les équipes non qualifiées en playoffs, les chances de remporter le premier choix sont de 25% pour la plus mauvaise équipe, et de 0,5% pour la « moins mauvaise », où chaque équipe se voit confier aléatoirement 250 à 5 combinaisons différentes.
Markelle Fultz, en provenance des Huskies de Washington, est sélectionné en première position par les 76ers de Philadelphie, qui sélectionnent le premier choix pour la seconde fois consécutive après Ben Simmons. Le trophée de NBA Rookie of the Year, sur cette saison, est remporté par Simmons, qui a raté l'intégralité de la saison précédente et qui commence sa carrière professionnelle cette saison.

## Règles d'éligibilité
La draft est menée en vertu des règles d'admissibilité établies dans la nouvelle convention collective de 2011, désignée sous le terme de Collective Bargaining Agreement ou CBA. Cette convention est signée entre la ligue et le syndicat des joueurs. Le CBA qui a mis fin au lock-out de 2011 n'a institué aucun changement immédiat à la draft, mais a appelé à un comité de propriétaires et de joueurs pour discuter des changements à venir. À partir de 2012, les règles d'admissibilité de base pour la draft sont listés ci-dessous :
- Tous les joueurs repêchés (draftés) doivent avoir au moins 19 ans au cours de l'année civile de la draft. En termes de dates, les joueurs admissibles au repêchage de 2017 doivent être nés avant le 31 décembre 1998[5].
- Tout joueur qui n'est pas un « joueur international », tel que défini par le CBA, doit être retiré au moins un an de sa classe de lycée[5]. Le CBA définit les « joueurs internationaux » comme des joueurs qui ont résidé de manière permanente en dehors des États-Unis pendant trois ans avant la draft, qui n'ont pas terminé l'école secondaire aux États-Unis, et n'ont jamais été inscrits dans un collège ou une université américaine[5].

L'exigence de base pour l'admissibilité automatique pour un joueur américain est l'achèvement de son admissibilité au collège. Les joueurs qui répondent à la définition du CBA des « joueurs internationaux » sont automatiquement admissibles si leur 22e anniversaire tombe pendant l'année civile de la draft (c'est-à-dire nés avant le 31 décembre 1995). Les joueurs américains qui ont arrêté au moins un an leurs études secondaires et qui ont joué au basket-ball dans les ligues mineures avec une équipe en dehors de la NBA sont également automatiquement admissibles.
Un joueur qui n'est pas automatiquement admissible doit déclarer son éligibilité pour la draft en informant les bureaux NBA par écrit au plus tard 60 jours avant la draft. Pour la draft de 2015, cette date est tombée le 26 avril. Selon les règles de la NCAA, les joueurs ont seulement jusqu'en avril pour se retirer de la draft et de maintenir leur admissibilité au collège.
Un joueur qui a embauché un agent perd son admissibilité pour les années de collège restantes. En outre, le CBA permet à un joueur de se retirer de la draft à deux reprises.

## Candidats

### Joueurs universitaires
| - Edrice Adebayo – F, Kentucky - Jarrett Allen – F, Texas - Ike Anigbogu – F, UCLA - OG Anunoby – F, Indiana - Dwayne Bacon – G, Florida State - Lonzo Ball – G, UCLA - James Blackmon Jr. – G, Indiana - Isaiah Briscoe – G, Kentucky - Dillon Brooks – G, Oregon - John Collins – F, Wake Forest - Zach Collins – F/C, Gonzaga - Tyler Dorsey – G, Oregon - Jawun Evans – G, Oklahoma State - De'Aaron Fox – G, Kentucky - Markelle Fultz – G, Washington - Harry Giles – F, Duke - Isaac Humphries – C, Kentucky - Jonathan Isaac – F, Florida State - Josh Jackson – F, Kansas - Justin Jackson – F, North Carolina - Devin Robinson – F, Florida - Craig Victor II – F, LSU - Antonio Blakeney – G, LSU - Tony Bradley – F, North Carolina - Thomas Bryant – C, Indiana - Clandell Cetoute – F, Thiel College - Chance Comanche – C, Arizona - Tony Farmer – F, Lee College - Tre Hunter – G, Mount San Jacinto College - Elijah Macon – F, West Virginia - Josh Robinson – G, Austin Peay - Matt Taylor – G, New Mexico State | - Jaylen Johnson – F, Louisville - Marcus Keene – G, Central Michigan - Luke Kennard – G, Duke - Kyle Kuzma – F, Utah - T. J. Leaf – F, UCLA - Tyler Lydon – F, Syracuse - Lauri Markkanen – F, Arizona - Eric Mika – F, BYU - Donovan Mitchell – G, Louisville - Malik Monk – G, Kentucky - Johnathan Motley – F, Baylor - Austin Nichols – F, Virginia - Semi Ojeleye – F, SMU - Cameron Oliver – F, Nevada - Justin Patton – C, Creighton - L. J. Peak – G, Georgetown - Ivan Rabb – F, California - Xavier Rathan-Mayes – G, Florida State - Jaren Sina – G, George Washington - Dennis Smith Jr. –, G, NC State - Edmond Sumner – G, Xavier - Caleb Swanigan – F, Purdue - Jayson Tatum – F, Duke - Trevor Thompson – C, Ohio State - Melo Trimble – G, Maryland - Nigel Williams-Goss – G, Gonzaga - Jordan Bell – F, Oregon - P. J. Dozier – G, South Carolina - Kobi Simmons – G, Arizona - D. J. Wilson – F, Michigan - Ted Kapita – F, NC State |

### Joueurs internationaux
| - Alpha Kaba – F, Mega Leks (Serbie), - Luka Božić – G/F, KK Zagreb (Croatie) - Simon Birgander – F/C, CB Clavijo (Espagne) - Wesley Alves da Silva – F, Paulistano Corpore (Brésil) - Tidjan Keita – F, Cégep de Thetford (Canada) - Axel Bouteille – F, Chalon-sur-Saône (France) | - Isaiah Hartenstein – C, Žalgiris Kaunas (Lituanie) - Frank Ntilikina – G, SIG Strasbourg (France) - Mathias Lessort – F/C, Nanterre 92 (France) - Georginho de Paula – G, Paulistano Corpore (Brésil) - Vlatko Čančar – F, Mega Leks (Serbie) |

### Autres joueurs candidats automatiquement
Le critère d'admissibilité varie légèrement selon que le joueur est "international" ou non.
Pour les joueurs non internationaux, le contrat peut être avec une équipe non américaine.
La citoyenneté n'est pas un critère pour déterminer si un joueur est "international" sous le CBA.
Pour qu'un joueur soit "international" sous le CBA, il doit répondre à tous les critères suivants :
- Résident à l'extérieur des États-Unis depuis au moins trois ans au moment de la draft.
- N'a pas terminé son cursus universitaire.
- N'a jamais été inscrit dans une université américaine.

- Terrance Ferguson – SG, Adelaide 36ers (Australie)
- Lee Moore – G, Germani Basket Brescia (Italie)
- Jonah Bolden – F, KK FMP Belgrade (Serbie)

## Loterie de la draft
Les 14 premiers choix de la draft appartiennent aux équipes qui ont raté les playoffs NBA, aussi appelés séries éliminatoires par les francophones d'Amérique du Nord. L'ordre a été déterminé par un tirage au sort. La loterie (lottery) a déterminé les trois équipes qui obtiennent les trois premiers choix de la draft (et leur ordre de choix). Les choix de premier tour restant et les choix du deuxième tour sont affectés aux équipes dans l'ordre inverse de leur bilan victoires-défaites lors de la saison 2016-2017. Elle a eu lieu le 16 mai 2017. Initialement, les Nets de Brooklyn obtiennent le premier choix, mais ce dernier est envoyé aux Celtics de Boston dans le cadre d'un transfert, qui vont le transférer aux 76ers de Philadelphie quelques jours avant la draft.
Ci-dessous les chances de chaque équipe pour la loterie de la draft 2017.
| ^ | Signale le résultat de la loterie |

| Équipe                          | Bilan 2016-2017 | Chances d'avoir la loterie | Choix | Choix | Choix | Choix | Choix | Choix | Choix | Choix | Choix | Choix | Choix | Choix | Choix | Choix |
| Équipe                          | Bilan 2016-2017 | Chances d'avoir la loterie | 1er   | 2e    | 3e    | 4e    | 5e    | 6e    | 7e    | 8e    | 9e    | 10e   | 11e   | 12e   | 13e   | 14e   |
| ------------------------------- | --------------- | -------------------------- | ----- | ----- | ----- | ----- | ----- | ----- | ----- | ----- | ----- | ----- | ----- | ----- | ----- | ----- |
| Nets de Brooklyn                | 20-62           | 250                        | ^25,0 | 21,5  | 17,8  | 35,7  | —     | —     | —     | —     | —     | —     | —     | —     | —     | —     |
| Suns de Phoenix                 | 24-58           | 199                        | 19,9  | 18,8  | 17,1  | ^31,9 | 12,3  | —     | —     | —     | —     | —     | —     | —     | —     | —     |
| Lakers de Los Angeles           | 26-56           | 156                        | 15,6  | ^15,7 | 15,6  | 22,6  | 26,5  | 4,0   | —     | —     | —     | —     | —     | —     | —     | —     |
| 76ers de Philadelphie           | 28-54           | 119                        | 11,9  | 12,6  | 13,3  | 9,9   | ^35,0 | 16,1  | 1,3   | —     | —     | —     | —     | —     | —     | —     |
| Magic d'Orlando                 | 29-53           | 88                         | 8,8   | 9,7   | 10,7  | —     | 26,1  | ^36,0 | 8,4   | 0,4   | —     | —     | —     | —     | —     | —     |
| Timberwolves du Minnesota       | 31-51           | 63                         | 6,3   | 7,1   | 8,1   | —     | —     | 44,0  | ^30,4 | 4,0   | 0,1   | —     | —     | —     | —     | —     |
| Knicks de New York              | 31-51           | 43                         | 4,3   | 4,9   | 5,8   | —     | —     | —     | 59,9  | ^23,2 | 1,8   | 0,0   | —     | —     | —     | —     |
| Kings de Sacramento             | 32-50           | 19                         | 1,9   | 2,2   | ^2,7  | —     | —     | —     | —     | 72,4  | 19,7  | 1,1   | 0,0   | —     | —     | —     |
| Mavericks de Dallas             | 33-49           | 19                         | 1,9   | 2,2   | 2,7   | —     | —     | —     | —     | —     | ^78,4 | 14,3  | 0,5   | 0,0   | —     | —     |
| Pelicans de La Nouvelle-Orléans | 34-48           | 18                         | 1,8   | 2,1   | 2,5   | —     | —     | —     | —     | —     | —     | ^84,6 | 8,7   | 0,2   | 0,0   | —     |
| Hornets de Charlotte            | 36-46           | 8                          | 0,8   | 0,9   | 1,2   | —     | —     | —     | —     | —     | —     | —     | ^90,7 | 6,3   | 0,1   | 0,0   |
| Pistons de Détroit              | 37-45           | 7                          | 0,7   | 0,8   | 1,0   | —     | —     | —     | —     | —     | —     | —     | —     | ^93,5 | 3,9   | 0,0   |
| Nuggets de Denver               | 38-41           | 6                          | 0,6   | 0,7   | 0,9   | —     | —     | —     | —     | —     | —     | —     | —     | —     | ^96,0 | 1,8   |
| Heat de Miami                   | 39-41           | 5                          | 0,5   | 0,6   | 0,7   | —     | —     | —     | —     | —     | —     | —     | —     | —     | —     | ^98,2 |

## Draft

### Légende
| ^ | Signale un joueur qui a été intronisé au Basketball Hall of Fame                                                                |
| * | Signale un joueur qui a été sélectionné pour au moins un match annuel NBA All-Star Game et une récompense annuelle All-NBA Team |
| + | Signale un joueur qui a été sélectionné pour au moins un match annuel NBA All-Star Game                                         |
| x | Signale un joueur qui a été sélectionné pour au moins une récompense annuelle All-NBA Team                                      |

### Premier tour
| Choix | Nom               | Position           | Nationalité | Équipe                                                                        | Provenance                       |
| ----- | ----------------- | ------------------ | ----------- | ----------------------------------------------------------------------------- | -------------------------------- |
| 1     | Markelle Fultz    | Meneur             | États-Unis  | 76ers de Philadelphie (en provenance de Brooklyn via Boston)                  | Huskies de Washington            |
| 2     | Lonzo Ball        | Meneur             | États-Unis  | Lakers de Los Angeles                                                         | Bruins d'UCLA                    |
| 3     | Jayson Tatum*     | Ailier             | États-Unis  | Celtics de Boston (en provenance de Sacramento via Philadelphie)              | Blue Devils de Duke              |
| 4     | Josh Jackson      | Ailier             | États-Unis  | Suns de Phoenix                                                               | Jayhawks du Kansas               |
| 5     | De'Aaron Fox*     | Meneur             | États-Unis  | Kings de Sacramento (en provenance de Philadelphie)                           | Wildcats du Kentucky             |
| 6     | Jonathan Isaac    | Ailier Ailier fort | États-Unis  | Magic d'Orlando                                                               | Seminoles de Florida State       |
| 7     | Lauri Markkanen+  | Ailier fort        | Finlande    | Timberwolves du Minnesota                                                     | Wildcats de l'Arizona            |
| 8     | Frank Ntilikina   | Meneur             | France      | Knicks de New York                                                            | SIG Strasbourg (France)          |
| 9     | Dennis Smith Jr.  | Meneur             | États-Unis  | Mavericks de Dallas                                                           | Wolfpack de North Carolina State |
| 10    | Zach Collins      | Ailier fort Pivot  | États-Unis  | Kings de Sacramento (en provenance de La Nouvelle-Orléans)                    | Bulldogs de Gonzaga              |
| 11    | Malik Monk        | Arrière            | États-Unis  | Hornets de Charlotte                                                          | Wildcats du Kentucky             |
| 12    | Luke Kennard      | Arrière            | États-Unis  | Pistons de Détroit                                                            | Blue Devils de Duke              |
| 13    | Donovan Mitchell* | Arrière            | États-Unis  | Nuggets de Denver                                                             | Cardinals de Louisville          |
| 14    | Bam Adebayo+      | Ailier fort Pivot  | États-Unis  | Heat de Miami                                                                 | Wildcats du Kentucky             |
| 15    | Justin Jackson    | Ailier             | États-Unis  | Trail Blazers de Portland                                                     | Tar Heels de la Caroline du Nord |
| 16    | Justin Patton     | Pivot              | États-Unis  | Bulls de Chicago                                                              | Bluejays de Creighton            |
| 17    | D. J. Wilson      | Ailier Ailier fort | États-Unis  | Bucks de Milwaukee                                                            | Wolverines du Michigan           |
| 18    | T. J. Leaf        | Ailier fort        | Israël      | Pacers de l'Indiana                                                           | Bruins d'UCLA                    |
| 19    | John Collins      | Ailier fort        | États-Unis  | Hawks d'Atlanta                                                               | Demon Deacons de Wake Forest     |
| 20    | Harry Giles       | Ailier fort Pivot  | États-Unis  | Trail Blazers de Portland (en provenance de Memphis via Denver et Cleveland)  | Blue Devils de Duke              |
| 21    | Terrance Ferguson | Arrière            | États-Unis  | Thunder d'Oklahoma City                                                       | Adelaide 36ers (Australie)       |
| 22    | Jarrett Allen+    | Pivot              | États-Unis  | Nets de Brooklyn (en provenance de Washington)                                | Longhorns du Texas               |
| 23    | OG Anunoby        | Ailier             | Royaume-Uni | Raptors de Toronto                                                            | Hoosiers de l'Indiana            |
| 24    | Tyler Lydon       | Ailier fort        | États-Unis  | Nuggets de Denver (en provenance d'Utah)                                      | Orange de Syracuse               |
| 25    | Anžejs Pasečņiks  | Pivot              | Lettonie    | 76ers de Philadelphie (en provenance de Toronto via L.A. Clippers et Orlando) | CB Gran Canaria (Espagne)        |
| 26    | Caleb Swanigan    | Ailier fort        | États-Unis  | Trail Blazers de Portland (en provenance de Cleveland)                        | Boilermakers de Purdue           |
| 27    | Kyle Kuzma        | Ailier fort        | États-Unis  | Lakers de Los Angeles (en provenance de Brooklyn via Boston)                  | Utes de l'Utah                   |
| 28    | Tony Bradley      | Ailier fort Pivot  | États-Unis  | Jazz de l'Utah (en provenance de Houston via L.A. Lakers)                     | Tar Heels de la Caroline du Nord |
| 29    | Derrick White     | Meneur Arrière     | États-Unis  | Spurs de San Antonio                                                          | Buffaloes du Colorado            |
| 30    | Josh Hart         | Arrière            | États-Unis  | Lakers de Los Angeles (en provenance de Golden State via Utah)                | Wildcats de Villanova            |

### Deuxième tour
| Choix | Nom                 | Position           | Nationalité      | Équipe                                                                               | Provenance                      |
| ----- | ------------------- | ------------------ | ---------------- | ------------------------------------------------------------------------------------ | ------------------------------- |
| 31    | Frank Jackson       | Meneur             | États-Unis       | Pelicans de La Nouvelle-Orléans (en provenance de Brooklyn via Atlanta et Charlotte) | Blue Devils de Duke             |
| 32    | Davon Reed          | Arrière            | États-Unis       | Suns de Phoenix                                                                      | Hurricanes de Miami             |
| 33    | Wesley Iwundu       | Ailier             | États-Unis       | Magic d'Orlando (en provenance des L.A. Lakers)                                      | Wildcats de Kansas State        |
| 34    | Frank Mason         | Meneur             | États-Unis       | Kings de Sacramento (en provenance de Philadelphie via La Nouvelle-Orléans)          | Jayhawks du Kansas              |
| 35    | Ivan Rabb           | Ailier fort        | États-Unis       | Grizzlies de Memphis (en provenance d'Orlando)                                       | Golden Bears de la Californie   |
| 36    | Jonah Bolden        | Ailier fort        | Australie        | 76ers de Philadelphie (en provenance de New York via Utah)                           | FMP Belgrade (Serbie)           |
| 37    | Semi Ojeleye        | Ailier Ailier fort | États-Unis       | Celtics de Boston (en provenance de Minnesota via Phoenix)                           | Mustangs de SMU                 |
| 38    | Jordan Bell         | Ailier fort        | États-Unis       | Warriors de Golden State (en provenance de Sacramento via Chicago)                   | Ducks de l'Oregon               |
| 39    | Jawun Evans         | Meneur             | États-Unis       | 76ers de Philadelphie (en provenance de Dallas)                                      | Cowboys d'Oklahoma State        |
| 40    | Dwayne Bacon        | Arrière            | États-Unis       | Hornets de Charlotte (en provenance de La Nouvelle-Orléans)                          | Seminoles de Florida State      |
| 41    | Tyler Dorsey        | Arrière            | États-Unis Grèce | Hawks d'Atlanta (en provenance de Charlotte)                                         | Ducks de l'Oregon               |
| 42    | Thomas Bryant       | Ailier fort        | États-Unis       | Lakers de Los Angeles (en provenance de Détroit via Utah)                            | Hoosiers de l'Indiana           |
| 43    | Isaiah Hartenstein  | Ailier fort Pivot  | Allemagne        | Rockets de Houston (en provenance de Denver)                                         | Žalgiris Kaunas (Lituanie)      |
| 44    | Damyean Dotson      | Arrière            | États-Unis       | Knicks de New York (en provenance de Chicago)                                        | Cougars de Houston              |
| 45    | Dillon Brooks       | Ailier             | Canada           | Rockets de Houston (en provenance de Portland)                                       | Ducks de l'Oregon               |
| 46    | Sterling Brown      | Arrière            | États-Unis       | 76ers de Philadelphie (en provenance de Miami)                                       | Mustangs de SMU                 |
| 47    | Ike Anigbogu        | Pivot              | États-Unis       | Pacers de l'Indiana                                                                  | Bruins d'UCLA                   |
| 48    | Sindarius Thornwell | Arrière            | États-Unis       | Bucks de Milwaukee                                                                   | Gamecocks de la Caroline du Sud |
| 49    | Vlatko Čančar       | Ailier             | Slovénie         | Nuggets de Denver (en provenance de Memphis)                                         | KK Mega Leks (Serbie)           |
| 50    | Mathias Lessort     | Ailier fort Pivot  | France           | 76ers de Philadelphie (en provenance d'Atlanta)                                      | Nanterre 92 (France)            |
| 51    | Monte Morris        | Meneur             | États-Unis       | Nuggets de Denver (en provenance d'Oklahoma City)                                    | Cyclones d'Iowa State           |
| 52    | Edmond Sumner       | Arrière            | États-Unis       | Pelicans de La Nouvelle-Orléans (en provenance de Washington)                        | Musketeers de Xavier            |
| 53    | Kadeem Allen        | Arrière            | États-Unis       | Celtics de Boston (en provenance de Cleveland)                                       | Wildcats de l'Arizona           |
| 54    | Alec Peters         | Ailier             | États-Unis       | Suns de Phoenix (en provenance de Toronto)                                           | Crusaders de Valparaiso         |
| 55    | Nigel Williams-Goss | Meneur             | États-Unis       | Jazz de l'Utah                                                                       | Bulldogs de Gonzaga             |
| 56    | Jabari Bird         | Arrière            | États-Unis       | Celtics de Boston (en provenance des L.A. Clippers)                                  | Golden Bears de la Californie   |
| 57    | Aleksandar Vezenkov | Ailier fort        | Bulgarie         | Nets de Brooklyn (en provenance de Boston)                                           | FC Barcelone (Espagne)          |
| 58    | Ognjen Jaramaz      | Meneur             | Serbie           | Knicks de New York (en provenance de Houston)                                        | KK Mega Leks (Serbie)           |
| 59    | Jaron Blossomgame   | Ailier             | États-Unis       | Spurs de San Antonio                                                                 | Tigers de Clemson               |
| 60    | Alpha Kaba          | Ailier fort Pivot  | France           | Hawks d'Atlanta (en provenance de Golden State)                                      | KK Mega Leks (Serbie)           |

## Joueur notables non draftés
| Nom                | Position          | Nationalité         | Provenance               |
| ------------------ | ----------------- | ------------------- | ------------------------ |
| Antonio Blakeney   | Meneur            | États-Unis          | LSU                      |
| Chris Boucher      | Ailier fort Pivot | Canada Sainte-Lucie | Oregon                   |
| Amida Brimah       | Pivot             | Ghana               | UConn                    |
| Isaiah Briscoe     | Meneur            | États-Unis          | Kentucky                 |
| Antonius Cleveland | Arrière           | États-Unis          | Southeast Missouri State |
| Gabriel Deck       | Ailier            | Argentine           | San Lorenzo (Argentine)  |
| P. J. Dozier       | Arrière           | États-Unis          | South Carolina           |
| Marko Gudurić      | Arrière Ailier    | Serbie              | Crvena zvezda (Serbie)   |
| Amile Jefferson    | Ailier fort       | États-Unis          | Duke                     |
| Luke Kornet        | Ailier fort Pivot | États-Unis          | Vanderbilt               |
| Naz Mitrou-Long    | Meneur Arrière    | Canada Grèce        | Iowa State               |
| Johnathan Motley   | Ailier fort       | États-Unis          | Baylor                   |
| Mychal Mulder      | Arrière           | Canada              | Kentucky                 |
| Cameron Oliver     | Ailier            | États-Unis          | Nevada                   |
| London Perrantes   | Meneur            | États-Unis          | Virginia                 |
| Kobi Simmons       | Meneur            | États-Unis          | Arizona                  |
| Matt Thomas        | Arrière           | États-Unis          | Iowa State               |
| Derrick Walton     | Meneur            | États-Unis          | Michigan                 |
| Paul Watson        | Arrière           | États-Unis          | Fresno State             |